# Canoagem nos Jogos Pan-Americanos de 2023 - K-1 slalom cross feminino
A prova do K-1 slalom cross feminino da canoagem nos Jogos Pan-Americanos de 2023 foi disputada entre 27 e 29 de outubro de 2023 no Rio Aconcagua, em Los Andes. Um total de 18 canoístas de nove Comitês Olímpicos Nacionais (CON) participaram do evento.

## Calendário
Horário local (UTC−3).
| Data          | Hora  | Fase            |
| ------------- | ----- | --------------- |
| 27 de outubro | 9:55  | Tomada de tempo |
| 27 de outubro | 11:20 | Repescagem      |
| 29 de outubro | 14:42 | Semifinais      |
| 29 de outubro | 15:55 | Final           |

## Medalhistas
| Ouro   | BRA Ana Sátila      |
| Prata  | CAN Lois Betteridge |
| Bronze | USA Evy Leibfarth   |

## Resultados

### Tomada de tempo
Os seis melhores tempos avançam para as semifinais, sendo que apenas uma canoísta por CON poderia avançar. Canoístas de CONs restantes avançam para a repescagem para completar mais duas classificadas as semifinais.
| Pos. | Canoísta           | CON                | Tempo  | Notas |
| ---- | ------------------ | ------------------ | ------ | ----- |
| 1    | Ana Sátila         | BRA Brasil         | 52.65  | Q     |
| 2    | Evy Leibfarth      | USA Estados Unidos | 52.75  | Q     |
| 3    | Lois Betteridge    | CAN Canadá         | 54.02  | Q     |
| 4    | Léa Baldoni        | CAN Canadá         | 55.51  |       |
| 5    | Omira Estácia      | BRA Brasil         | 56.00  |       |
| 6    | María Luz Cassini  | ARG Argentina      | 56.10  | Q     |
| 7    | Florence Maheu     | CAN Canadá         | 56.11  |       |
| 8    | Beatriz da Motta   | BRA Brasil         | 58.17  |       |
| 9    | Florencia Aguirre  | CHI Chile          | 59.45  | Q     |
| 10   | Sofía Reinoso      | MEX México         | 59.58  | Q     |
| 11   | María Inzunza      | CHI Chile          | 61.93  |       |
| 12   | Emilie Armani      | ECU Equador        | 64.56  | R     |
| 13   | Marcella Altman    | USA Estados Unidos | 65.96  |       |
| 14   | Marianna Torres    | VEN Venezuela      | 68.50  | R     |
| 15   | Lenny Ramirez      | PER Peru           | 68.55  | R     |
| 16   | Emilia Retamales   | CHI Chile          | 75.15  |       |
| 17   | María Eugenia Ayon | MEX México         | 100.58 |       |
| 18   | Nadia Riquelme     | ARG Argentina      | DNF    |       |

### Repescagem
As duas primeiras da repescagem avançam para as semifinais.
| Pos. | Canoísta        | CON           | Notas |
| ---- | --------------- | ------------- | ----- |
| 1    | Emilie Armani   | ECU Equador   | Q     |
| 2    | Marianna Torres | VEN Venezuela | Q     |
| 3    | Lenny Ramírez   | PER Peru      |       |

### Semifinais
As duas primeiras colocadas de cada bateria avançam para a final.
Semifinal 1
| Pos. | Canoísta          | CON           | Notas |
| ---- | ----------------- | ------------- | ----- |
| 1    | Ana Sátila        | BRA Brasil    | Q     |
| 2    | María Luz Cassini | ARG Argentina | Q     |
| 3    | Florencia Aguirre | CHI Chile     |       |
| 4    | Marianna Torres   | VEN Venezuela |       |

Semifinal 2
| Pos. | Canoísta        | CON                | Notas |
| ---- | --------------- | ------------------ | ----- |
| 1    | Evy Leibfarth   | USA Estados Unidos | Q     |
| 2    | Lois Betteridge | CAN Canadá         | Q     |
| 3    | Sofía Reinoso   | MEX México         |       |
| 4    | Emilie Armani   | ECU Equador        |       |

### Final
A posição final de cada canoísta definem os medalhistas.
| Pos.              | Canoísta          | CON                | Notas |
| ----------------- | ----------------- | ------------------ | ----- |
| Medalha de ouro   | Ana Sátila        | BRA Brasil         |       |
| Medalha de prata  | Lois Betteridge   | CAN Canadá         |       |
| Medalha de bronze | Evy Leibfarth     | USA Estados Unidos |       |
| 4                 | María Luz Cassini | ARG Argentina      |       |